# ورزشگاه المپیک رم
ورزشگاه المپیک رم در شهر رم و در کشور ایتالیاست و ۷۲.۶۹۸  نفر گنجایش دارد و پس از استادیوم سن سیرو شهر میلان دومین ورزشگاه بزرگ ایتالیا میباشد. این ورزشگاه صحنه رقابت ۲ تیم آ اس رم و لاتزیو در مقابل حریفانشان است.

## مسابقات میزبانی شده
- بازی‌های المپیک تابستانی ۱۹۶۰
- فینال جام باشگاه‌های اروپا ۱۹۷۷
- فینال جام باشگاه‌های اروپا ۱۹۸۴
- مسابقات جهانی دو و میدانی ۱۹۸۷
- جام جهانی فوتبال ۱۹۹۰
- فینال لیگ قهرمانان اروپا ۱۹۹۶
- فینال لیگ قهرمانان اروپا ۲۰۰۹
- جام ملت‌های اروپا ۲۰۲۰